# Trojan Józef Feliks Pakosz
Trojan Józef Feliks Pakosz z Uliaszewicz herbu Prawdzic (zm. 3 maja 1696 roku) – sędzia ziemski połocki w latach 1685–1696, pisarz ziemski połocki w latach 1677–1685.
Poseł sejmiku połockiego na sejm zwyczajny 1692/1693 roku.